# Wladimir Louguinine
 (mars 2017).
Si vous disposez d'ouvrages ou d'articles de référence ou si vous connaissez des sites web de qualité traitant du thème abordé ici, merci de compléter l'article en donnant les références utiles à sa vérifiabilité et en les liant à la section « Notes et références ».
Wladimir Feodorovitch Louguinine, né à Moscou en 1834 et mort à Paris en 1911, est un chimiste et chercheur russe.

## Biographie
Professeur à l'Université de Moscou, il a également travaillé en France et en Allemagne.
Ses travaux sont comparables à ceux de Henri Victor Regnault concernant les propriétés thermiques des fluides.

## Distinctions
Chevalier de la légion d'honneur